# Route nationale 11 (Burkina Faso)
Pour les articles homonymes, voir Route nationale 11.
La route nationale 11 (RN 11) est une route du Burkina Faso allant de Banfora à Batié, en passant par Gaoua – à partir de laquelle elle n'est plus bitumée –, jusqu'à la frontière ivoirienne. Sa longueur est de 260 km.

## Tracé
- Banfora
  - Labola
  - Tiéfora
- Sidéradougou
  - Kouéré
  - Ouo
  - Lokosso-Gan/Lokosso-Dioula
  - Loropéni
  - Dakoura
  - Sidoumoukar
- Gaoua
  - Gbomblora
  - Tolkaboua
  - Bakon
- Batié
  - Kpuéré
- Frontière ivoirienne vers Bouna.